# 마리사 파반
마리사 파반(Marisa Pavan, 1932년 6월 19일~2023년 12월 6일)은 이탈리아의 배우이다. 배우 피어 안젤리의 쌍둥이 자매이다.

## 출연 작품
- Chris & Don (2007) - 다큐멘터리
- 남자는 괴로워(1973)
- 솔로몬과 시바의 여왕(1959)
- 선셋 77번가(1958)
- 디안(1956)
- 회색 양복을 입은 사나이(1956)
- 장미 문신(1955)
- 왓 프라이스 글로리(1952)